# Haliclona uwaensis
Haliclona uwaensis är en svampdjursart som beskrevs av Kazuo Hoshino 1981. Haliclona uwaensis ingår i släktet Haliclona och familjen Chalinidae. Inga underarter finns listade i Catalogue of Life.